# Campeonato Sub-16 de la Concacaf de 1987
El Campeonato Sub-16 de la Concacaf de 1987 se llevó a cabo en Honduras del 15 al 26 de febrero y contó con la participación de 7 selecciones infantiles de Norteamérica, Centroamérica y el Caribe.
México fue el campeón del torneo tras ser quien acumuló más puntos en la fase final del torneo.

## Primera ronda

### Grupo A
| País              | J | G | E | P | GF | GC | PTS |
| ----------------- | - | - | - | - | -- | -- | --- |
| Estados Unidos    | 2 | 2 | 0 | 0 | 6  | 1  | 4   |
| Honduras          | 2 | 1 | 0 | 1 | 4  | 4  | 2   |
| Trinidad y Tobago | 2 | 0 | 0 | 2 | 2  | 7  | 0   |

| Equipo 1          | Resultado | Equipo 2          |
| ----------------- | --------- | ----------------- |
| Estados Unidos    | 4-0       | Trinidad y Tobago |
| Trinidad y Tobago | 2-3       | Honduras          |
| Honduras          | 1-2       | Estados Unidos    |

### Grupo B
| País        | J | G | E | P | GF | GC | PTS |
| ----------- | - | - | - | - | -- | -- | --- |
| México      | 3 | 3 | 0 | 0 | 7  | 1  | 6   |
| Costa Rica  | 3 | 2 | 0 | 1 | 4  | 5  | 4   |
| Jamaica     | 3 | 0 | 1 | 2 | 0  | 2  | 1   |
| El Salvador | 3 | 0 | 1 | 2 | 0  | 3  | 1   |

| Equipo 1    | Resultado | Equipo 2    |
| ----------- | --------- | ----------- |
| México      | 1-0       | Jamaica     |
| El Salvador | 0-2       | Costa Rica  |
| México      | 1-0       | El Salvador |
| Costa Rica  | 1-0       | Jamaica     |
| Jamaica     | 0-0       | El Salvador |
| Costa Rica  | 1-5       | México      |

## Fase final
| País           | J | G | E | P | GF | GC | PTS |
| -------------- | - | - | - | - | -- | -- | --- |
| México         | 3 | 3 | 0 | 0 | 9  | 1  | 6   |
| Estados Unidos | 3 | 2 | 0 | 1 | 7  | 6  | 4   |
| Costa Rica     | 3 | 1 | 0 | 2 | 5  | 4  | 2   |
| Honduras       | 3 | 0 | 0 | 3 | 3  | 13 | 0   |

| Equipo 1       | Resultado | Equipo 2       |
| -------------- | --------- | -------------- |
| México         | 3-1       | Estados Unidos |
| Honduras       | 0-5       | Costa Rica     |
| Costa Rica     | 0-2       | México         |
| Estados Unidos | 4-3       | Honduras       |
| Costa Rica     | 0-2       | Estados Unidos |
| Honduras       | 0-4       | México         |

## Campeón
| Campeonato Sub-16 de la Concacaf 1987 |
| ------------------------------------- |
| Bandera de México                     |
| México 2º Título                      |

## Clasificados al Mundial Sub-17 - Canadá 1987
| - México | - Estados Unidos |